# العلاقات الدومينيكانية الفانواتية
العلاقات الدومينيكانية الفانواتية هي العلاقات الثنائية التي تجمع بين جمهورية الدومينيكان وفانواتو.

## مقارنة بين البلدين
هذه مقارنة عامة ومرجعية للدولتين:
| وجه المقارنة                                              | جمهورية الدومينيكان | فانواتو                                  |
| --------------------------------------------------------- | ------------------- | ---------------------------------------- |
| المساحة (كم2)                                             | 48.67 ألف           | 12.19 ألف                                |
| عدد السكان (نسمة)                                         | 10.40 مليون         | 276.24 ألف                               |
| الكثافة السكانية (ن./كم²)                                 | 213.68              | 22.66                                    |
| العاصمة                                                   | سانتو دومينغو       | بورت فيلا                                |
| اللغة الرسمية                                             | اللغة الإسبانية     | اللغة البسلاما، لغة فرنسية، لغة إنجليزية |
| العملة                                                    | بيزو دومنيكاني      | فاتو فانواتي                             |
| الناتج المحلي الإجمالي (بليون دولار)                      | 75.93 مليار         | 862.88 مليون                             |
| الناتج المحلي الإجمالي (تعادل القوة الشرائية) بليون دولار | 149.89 مليار        | 790.76 مليون                             |
| الناتج المحلي الإجمالي الاسمي للفرد دولار أمريكي          | 6.47 ألف            | 2.81 ألف                                 |
| الناتج المحلي الإجمالي للفرد دولار أمريكي                 | 13.26 ألف           | 3.03 ألف                                 |
| مؤشر التنمية البشرية                                      | 0.715               | 0.594                                    |
| رمز المكالمات الدولي                                      | +1809، +1829، +1849 | +678                                     |
| رمز الإنترنت                                              | .do                 | .vu                                      |
| المنطقة الزمنية                                           | 00                  | ت ع م+11:00                              |

## منظمات دولية مشتركة
يشترك البلدان في عضوية مجموعة من المنظمات الدولية، منها:
| علم المنظمة | اسم المنظمة                                 | تاريخ انضمام جمهورية الدومينيكان | تاريخ انضمام فانواتو |
| ----------- | ------------------------------------------- | -------------------------------- | -------------------- |
|             | يونسكو                                      | 4 نوفمبر 1946                    | 10 فبراير 1994       |
|             | مؤسسة التمويل الدولية                       | 31 أكتوبر 1961                   | 28 سبتمبر 1981       |
|             | منظمة حظر الأسلحة الكيميائية                | ?                                | ?                    |
|             | مؤسسة التنمية الدولية                       | 16 نوفمبر 1962                   | 28 سبتمبر 1981       |
|             | منظمة التجارة العالمية                      | ?                                | ?                    |
|             | وكالة ضمان الاستثمار متعدد الأطراف          | 7 مارس 1997                      | 27 يوليو 1988        |
|             | الاتحاد البريدي العالمي                     | ?                                | ?                    |
|             | الأمم المتحدة                               | 24 أكتوبر 1945                   | 15 سبتمبر 1981       |
|             | البنك الدولي للإنشاء والتعمير               | 18 سبتمبر 1961                   | 28 سبتمبر 1981       |
|             | المنظمة الهيدروغرافية الدولية               | ?                                | ?                    |
|             | مجموعة دول أفريقيا والكاريبي والمحيط الهادئ | ?                                | ?                    |
|             | تحالف الدول الجزرية الصغيرة                 | ?                                | ?                    |